# Quentin Delord
Pas d'image ? Cliquez ici

a Compétitions nationales et continentales officielles uniquement.

b Matchs officiels uniquement.
Dernière mise à jour le 11 janvier 2024.
Quentin Delord, né le 10 février 1999 à Brive-la-Gaillarde, est un joueur français de rugby à XV jouant au poste demi de mêlée au sein du Rouen NR.

## Biographie
Ayant initialement joué au foot, il découvre finalement le rugby à 9 ans dans le club de son village de Corrèze, Objat

### En club
Formé au CA Brive où il joue de ses 12 à 17 ans, il rejoint ensuite le LOU où il fait ses débuts professionnels lors de la saison 2017-2018.
Il fait néanmoins dès la saison 2019-2020 son retour dans son club de cœur, le CA Brive. Barré par la concurrence surtout lors de sa deuxième saison, il met alors le cap sur l'US Montauban, pensionnaire de Pro D2, afin de retrouver du temps de jeu.

### En équipe nationale
Avec la sélection française des moins de 18 ans, Delord dispute le championnat d'Europe en 2017, avec laquelle il remporte le titre de champion au terme de la finale remportée contre la Géorgie au stade de Penvillers de Quimper,.
International avec les moins de 20 ans depuis le Tournoi des Six nations 2019, il joue quatre matchs dans la coupe du monde de la même année.

## Palmarès

### En équipe nationale
- Vainqueur du Championnat du monde junior de rugby à XV en 2019